# Polda (herní série)
Polda je sedmidílná série počítačových her, které vydávala od roku 1998 primárně na PC společnost Zima Software. Jedná se o českou adventurní sérii, ve které hráč vyšetřuje zapeklitý případ. Herní principy jsou postaveny na sbírání předmětů a jejich kombinování, též je nutné debatovat s NPC postavami, a tak postupně odkrývat herní příběh. Herní série stojí hlavně na humorných prvcích a není míněna zcela vážně, mnoho hádanek tak nelze logickým přístupem rozkrýt.
Hlavní postavou je policista Pankrác (v Poldovi 1, 2 a 5), v některých dílech je soukromým detektivem (Polda 3, 4, 6 a 7). Postavu Pankráce nadaboval Luděk Sobota a na dabingu ostatních postav se podíleli další čeští herci Jiří Lábus, Petr Nárožný, Valerie Zawadská, Sabina Laurinová, Pavel Pípal, Petr Gelnar a Petra Hanžlíková.
Polda 1 byl v roce 1999 nejprodávanější hrou v Česku, je to také nejpopulárnější česká adventurní série. Všechny díly vyšly také pro mobilní Android a iOS. Celá série vydělala nižší desítky milionů korun.

## Série
- Polda 1 – vydání 1998. Podtitul „...aneb s poctivostí nejdřív pojdeš“, autorským studiem byl SleepTeam (autoři Bulánků). Hra má 2D kreslenou grafiku a obsahuje mnoho humorných scén. Příběh je o podivných únosech v obci Lupany. Mobilní verze disponuje také anglickými titulky.
- Polda 2 – vydání 1999. Pankrác ve městě Marsias vyšetřuje požár hotelu, posléze se zápletka rozvine a zabývá se klonováním lidí v organizaci DNA revolution. Pro mobilní verze byl také přeložený do angličtiny a francouzštiny pod názvem: Awesome Cop.[4][5] V prosinci 2023 vyšel Polda 2 Remástr.[6] do hry byl přidán nově epilog co bylo mezi druhým a třetím dílem a jak se stal Pankrác soukromým detektivem.
- Polda 3 – vydání 2000. Pankrác jako soukromý detektiv se řešením zmizelého kuchaře hokejisty Jaromíra Jégra, dostává ke spolupráci s CIA na tajném případu.[3] Oproti předchozímu dílu, kde měla většina postav základ v reálných postavách či osobnostech, zde se jich vyskytuje jen několik (James Bond, Jaromír Jégr a Andrea Voříšková) a hra se odehrává ve více než jednom městě.
- Polda 4 – vydání 2002. Hra doznala značných změn, oproti předchozím dílům používá 3D renderovanou grafiku, jednoduchých vtípků bylo méně, a tak se jednalo o nejvážnější díl série. Pankrác pomocí stroje času cestuje časem do budoucnosti i minulosti. Byl přeložený do polštiny jako: Strażnik Czasu (Strážce času).[7]
- Polda 5 – vydání 2005. Pátý díl série opět vsadil spíše na humor. Používá znovu 3D renderovanou grafiku. Pankrác v něm opět cestoval časem, pomáhal tajné organizaci P.R.Č.A. a dostane se třeba i do antického Řecka. Byl přeložený do italštiny nazvaný: Polda - Agente 610 a do ruštiny pod názvem: Пан Польда и тайны времени (Pan Polda a tajemství času).[8][9]
- Polda 6 – vydání 2014. Grafika používá kreslené 2D pozadí kombinované s kreslenými 3D postavami. Hra se odehrává ve filmových studiích v USA, opět se jedná o detektivní zápletku, tentokrát zmizí seznam vítězů Oscara. Byl přeložený do angličtiny a němčiny pod názvem: Detective Hayseed - Hollywood.[10] iOS verze disponuje navíc francouzskými titulky.
- Polda 7 – vydání 2022. Zatím poslední díl série, sedmé pokračování používá podobné grafické zpracování jako předešlý díl. Polda řeší případ mimozemského stroje na Wembley stadionu a navštíví Celebritykon, setkáních největších celebrit světa na Moravě. Mobilní verze disponuje také anglickými a francouzskými titulky.
- Polda 8 – Vyjít by měl před Vánocemi roku 2026. Hratelné budou tři postavy, přičemž Pankrác dabovaný Luďkem Sobotou se objeví naposledy a druhou postavou bude Monika z předešlého dílu.[11]

## Hodnocení
Jednotlivé díly herní série Polda byly hodnoceny následovně:
| Díl     | BonusWeb.cz | Doupě.cz | Games.cz | Hrej.cz | Level | Score |
| ------- | ----------- | -------- | -------- | ------- | ----- | ----- |
| Polda 1 | 60 %        | -        | -        | -       | 70 %  | 70 %  |
| Polda 2 | 70 %        | 80 %     | -        | -       | 79 %  | 77 %  |
| Polda 3 | 72 %        | 70 %     | 80 %     | -       | 68 %  | -     |
| Polda 4 | 77 %        | 70 %     | 90 %     | -       | 84 %  | 82 %  |
| Polda 5 | 60 %        | 50 %     | 70 %     | 40 %    | 50 %  | 60 %  |
| Polda 6 | 60 %        | -        | 70 %     | -       | -     | -     |
| Polda 7 | 45 %        | 70 %     | 70 %     | 70 %    | 60 %  | 70 %  |

## Kontroverze
Mobilní verze musely být cenzurovány na popud firem Apple a Google. Applu se nelíbila postava Hitlera v Poldovi 2 a potenciálně gamblerská hra Prší v Poldovi 3. Tvůrci poté firmě vysvětlovali, že si z postavy dělají jen legraci a hra byla znovu zpřístupněna, s výjimkou Německa. Hra Prší však musela být odstraněna. Googlu zase vadil u Poldy 6 úvodní obrázek s příliš vyzývavě zobrazenou ženou a sprosté nápisy ve vězení. Úvodní obrázek tedy musel být upraven a vězení odstraněno z propagačních materiálů.